# La Cebrera
La Cebrera es un monte de la sierra de Ávila. Tiene 1568 metros de altitud y pertenece al término municipal de El Barraco.  

## Historia
La Cebrera se formó hace entre 360 y 290 millones de años junto a la mayoría del Sistema Central. En la guerra civil española fue punto clave para los nacionalistas a la hora de conquistar la provincia de Ávila. En 2007 se desató un pequeño incendio en el sector oeste que quemó una cuarta parte de dicho sector. Siete meses después, con el apoyo de los guardabosques, el colegio público municipal replantó parte de la zona quemada.[cita requerida]